# Tour de França de 1999

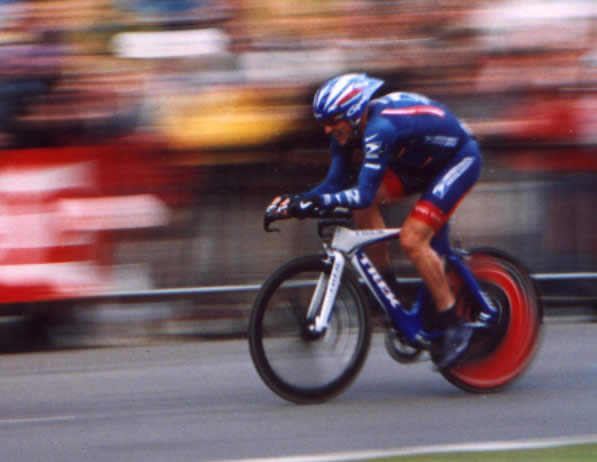
Lance Arsmtrong en una etapa contra-rellotge

El Tour de França de 1999 va ser la 86a edició d'aquesta competició ciclista, celebrada del 3 al 25 de juliol. Va ser una cursa destacada per la seva polèmica, ja que el guanyador inicial, Lance Armstrong, va ser desqualificat posteriorment per dopatge. Alex Zülle va ser el segon classificat, mentre que Fernando Escartín va completar el podi en tercer lloc. Richard Virenque va guanyar la classificació de muntanya i Erik Zabel la de punts.

## Equips
La llista dels setze primers equips d'acord amb la classificació de la Unió Ciclista Internacional (UCI) a 31 de desembre de 1998 es va anunciar al febrer. Aquests eren els equips Festina, Cofidis, Credit Agricole, Casino, Mapei, Mercatone Un, Polti, ONCE, Banesto, Telekom, Kelme, TVM, Rabobank, Lotto, Saeco i Vitalicio Seguros.
Mentre que els equips convidats han estat l'US Postal Service, Vini Caldirola, Lampre, BigMat-Auber 93 i La Française des Jeux.
Després dels escàndols de dopatge que van marcar l'edició del Tour del 1998 la direcció de la cursa va donar a conèixer en la presentació d'aquesta edició, al novembre, la intenció d'eliminar ciclistes i equips que implicats en casos de dopatge. Per aquest motiu l'equip italià Vini Caldirola és acomiadat després que al seu corredor Serhiy Honchar, se li trobés una taxa d'hematòcrit superior al 50% durant el Tour de Suïssa, és reemplaçat pel també italià, Cantina Tollo. I l'equip neerlandès TVM-Farm Frites, objecte d'una investigació pel fiscal de Reims, també ha estat exclòs. El mateix equip ha anunciat la seva decisió d'emprendre accions legals en contra de la decisió dels organitzadors del Tour de França d'excloure'l d'aquesta edició del 1999.
Els vint equips que han participat en aquesta edició del Tour han estat: 
- Sis equips francesos: Festina, Cofidis, Crédit Agricole, Casino, BigMat-Auber 93, La Française des Jeux,
- Sis equips italians: Mapei, Mercatone Uno, Team Polti, Saeco, Cantina Tollo, Lampre,
- Quatre equips espanyols: ONCE, Banesto, Kelme, Vitalicio Seguros,
- Un equip alemany: Telekom,
- Un equip neerlandès: Rabobank,
- un equip belga: Lotto
- un equip estatunidenc: US Postal.

L'equipe BigMat-Auber 93 és l'únic equip de la segona divisió, els dinou restants pertanyen a l'UCI WorldTeam o primera divisió ciclista.

## Etapes
Suspès per l'Agència Antidopatge dels Estats Units (USADA) el 2012 i desqualificat dels resultats de qualsevol competició en què hagués participat des de l'1 d'agost de 1998, "incloent-hi la consecució de medalles, títols, victòries, carreres finalitzades, punts i premis". Lance Armstrong va guanyar quatre etapes Tour de França, el pròleg, dues etapes contrarellotge i la primera etapa de muntanya. Va portar el mallot groc els dos primers dies de cursa, i a partir de la vuitena etapa. Per aquest motiu el seu nom surt ratllat en la taula següent.
| Etapa     | Data         | Ciutats d'etapa                     | Tipus                     | Tipus                     | km               | Guanyador de l'etapa     | Líder de la general   |
| --------- | ------------ | ----------------------------------- | ------------------------- | ------------------------- | ---------------- | ------------------------ | --------------------- |
| Pròleg    | 3 de juliol  | Puy du Fou – Puy du Fou             | contrarellotge individual | Contrarellotge individual | 7                | Lance Armstrong (EUA)    | Lance Armstrong (EUA) |
| 1a etapa  | 4 de juliol  | Montaigu – Challans                 | Etapa plana               | Etapa plana               | 203              | Jaan Kirsipuu (EST)      | Jaan Kirsipuu (EST)   |
| 2a etapa  | 5 de juliol  | Challans – Saint-Nazaire            | Etapa plana               | Etapa plana               | 176              | Tom Steels (BEL)         | Jaan Kirsipuu (EST)   |
| 3a etapa  | 6 de juliol  | Nantes – Laval                      | Etapa plana               | Etapa plana               | 194,5            | Tom Steels (BEL)         | Jaan Kirsipuu (EST)   |
| 4a etapa  | 7 de juliol  | Laval – Blois                       | Etapa plana               | Etapa plana               | 194,5            | Mario Cipollini (ITA)    | Jaan Kirsipuu (EST)   |
| 5a etapa  | 8 de juliol  | Bonneval – Amiens                   | Etapa plana               | Etapa plana               | 233,5            | Mario Cipollini (ITA)    | Jaan Kirsipuu (EST)   |
| 6a etapa  | 9 de juliol  | Amiens – Maubeuge                   | Etapa plana               | Etapa plana               | 171,5            | Mario Cipollini (ITA)    | Jaan Kirsipuu (EST)   |
| 7a etapa  | 10 de juliol | Avesnes-sur-Helpe – Thionville      | Etapa plana               | Etapa plana               | 227              | Mario Cipollini (ITA)    | Jaan Kirsipuu (EST)   |
| 8a etapa  | 11 de juliol | Metz – Metz                         | contrarellotge individual | Contrarellotge individual | 56,5             | Lance Armstrong (EUA)    | Lance Armstrong (EUA) |
|           | 13 de juliol |                                     | etapa de descans          | etapa de descans          | etapa de descans | etapa de descans         | etapa de descans      |
| 9a etapa  | 12 de juliol | Le Grand-Bornand – Sestrieras (ITA) | Etapa de muntanya         | Etapa de muntanya         | 213,5            | Lance Armstrong (EUA)    | Lance Armstrong (EUA) |
| 10a etapa | 14 de juliol | Sestrieras (ITA) – Aup d'Uès        | Etapa de muntanya         | Etapa de muntanya         | 220,5            | Giuseppe Guerini (ITA)   | Lance Armstrong (EUA) |
| 11a etapa | 15 de juliol | Le Bourg-d'Oisans – Saint-Étienne   | Etapa de mitja muntanya   | Etapa de muntanya         | 198,5            | Ludo Dierckxsens (BEL)   | Lance Armstrong (EUA) |
| 12a etapa | 16 de juliol | Saint-Galmier – Sant Flor           | Etapa de mitja muntanya   | Etapa de muntanya         | 201,5            | David Etxebarria (ESP)   | Lance Armstrong (EUA) |
| 13a etapa | 17 de juliol | Sant Flor – Albi                    | Etapa de mitja muntanya   | Etapa de muntanya         | 236,5            | Salvatore Commesso (ITA) | Lance Armstrong (EUA) |
| 14a etapa | 18 de juliol | Castres – Saint Gaudens             | Etapa plana               | Etapa plana               | 199              | Dimitri Konyshev (RUS)   | Lance Armstrong (EUA) |
| 15a etapa | 19 de juliol | Saint Gaudens – Piau-Engaly         | Etapa de muntanya         | Etapa de muntanya         | 173              | Fernando Escartín (ESP)  | Lance Armstrong (EUA) |
| 16a etapa | 20 de juliol | Lanamesa – Pau                      | Etapa de muntanya         | Etapa de muntanya         | 192              | David Etxebarria (ESP)   | Lance Armstrong (EUA) |
| 17a etapa | 22 de juliol | Mourenx – Bordeus                   | Etapa plana               | Etapa plana               | 200              | Tom Steels (BEL)         | Lance Armstrong (EUA) |
| 18a etapa | 23 de juliol | Jonzac – Futuroscope                | Etapa plana               | Etapa plana               | 187              | Gianpaolo Mondini (ITA)  | Lance Armstrong (EUA) |
| 19a etapa | 24 de juliol | Futuroscope – Futuroscope           | contrarellotge individual | Contrarellotge individual | 57               | Lance Armstrong (EUA)    | Lance Armstrong (EUA) |
| 20a etapa | 25 de juliol | Arpajon – París                     | Etapa plana               | Etapa plana               | 143,5            | Robbie McEwen (AUS)      | Lance Armstrong (EUA) |

## Classificacions

### Classificació general
|    | Ciclista          | Equip              | Temps       |
| -- | ----------------- | ------------------ | ----------- |
|    | Lance Armstrong   | US Postal Service  | 91h 32' 16" |
| 2  | Alex Zülle        | Banesto            | + 7' 37"    |
| 3  | Fernando Escartín | Kelme-Costa Blanca | + 10' 26"   |
| 4  | Laurent Dufaux    | Saeco-Cannondale   | + 14' 43"   |
| 5  | Ángel Casero      | Vitalicio Seguros  | + 15' 11"   |
| 6  | Abraham Olano     | ONCE-Deutsche Bank | + 16' 47"   |
| 7  | Daniele Nardello  | Mapei-Quick Step   | + 17' 02"   |
| 8  | Richard Virenque  | Polti              | + 17' 28"   |
| 9  | Wladimir Belli    | Festina-Lotus      | + 17' 37"   |
| 10 | Andrea Peron      | ONCE-Deutsche Bank | + 23' 10"   |

### Classificació de la regularitat
|    | Ciclista           | Equip             | Punts |
| -- | ------------------ | ----------------- | ----- |
| 1  | Erik Zabel         | Telekom           | 327   |
| 2  | Stuart O'Grady     | Crédit Agricole   | 275   |
| 3  | Christophe Capelle | Big Mat-Auber     | 196   |
| 4  | Tom Steels         | Mapei             | 188   |
| 5  | François Simon     | Crédit Agricole   | 186   |
| 6  | George Hincapie    | US Postal Service | 154   |
| 7  | Robbie McEwen      | Rabobank          | 166   |
| 8  | Giampaolo Mondini  | Cantina Tollo     | 141   |
| 9  | Christophe Moreau  | Festina           | 140   |
| 10 | Silvio Martinello  | Polti             | 130   |

### Classificació de la muntanya
|    | Ciclista           | Equip             | Punts |
| -- | ------------------ | ----------------- | ----- |
| 1  | Richard Virenque   | Polti             | 279   |
| 2  | Alberto Elli       | Telekom           | 226   |
| 3  | Mariano Piccoli    | Lampre            | 205   |
| 4  | Fernando Escartín  | Kelme             | 137   |
|    | Lance Armstrong    | US Postal Service | 193   |
| 6  | Alex Zülle         | Banesto           | 152   |
| 7  | José Luis Arrieta  | Banesto           | 141   |
| 8  | Laurent Dufaux     | Saecco            | 141   |
| 9  | Andrea Peron       | ONCE              | 138   |
| 10 | Kurt van de Wouwer | Lotto             | 117   |

### Classificació dels joves
|    | Ciclista               | Equip              | Temps        |
| -- | ---------------------- | ------------------ | ------------ |
| 1  | Benoît Salmon          | Casino             | 93h 01' 15"  |
| 2  | Mario Aerts            | Lotto              | + 10' 22"    |
| 3  | Francisco Tomás García | Vitalicio Seguros  | + 16' 32"    |
| 4  | Francisco Mancebo      | Banesto            | + 21' 32"    |
| 5  | Luis Pérez             | ONCE               | + 23' 54"    |
| 6  | Salvatore Commesso     | Saecco             | + 40' 16"    |
| 7  | Steve de Wolf          | Cofidis            | + 42' 55"    |
| 8  | José Javier Gómez      | Kelme-Costa Blanca | + 1h 16' 51" |
| 9  | Rik Verbrugghe         | Lotto              | + 1h 35' 32" |
| 10 | Jörg Jaksche           | Telekom            | + 1h 47' 45" |

### Classificació per equips
|    | Equip              | Temps        |
| -- | ------------------ | ------------ |
| 1  | Banesto            | 275h 05' 21" |
| 2  | ONCE               | + 08' 16"    |
| 3  | Festina            | + 16' 13"    |
| 4  | Kelme-Costa Blanca | + 23' 48"    |
| 5  | Mapei              | + 24' 13"    |
| 6  | Team Telekom       | + 41' 00"    |
| 7  | Vitalicio Seguros  | + 42' 44"    |
| 8  | US Postal Service  | + 57' 13"    |
| 9  | Cofidis            | + 58' 02"    |
| 10 | Lotto              | + 1h 09' 02" |

### Ciclista Supercombatiu
|   | Ciclista         | Equip              |
| - | ---------------- | ------------------ |
| 1 | Jacky Durand     | Lotto              |
| 2 | Stéphane Heulot  | Française des Jeux |
| 3 | Thierry Gouvenou | Big Mat-Auber      |